# Orehovlje (Kranj, Slovenija)
Orehovlje je naselje u slovenskoj Općini Kranju. Orehovlje se nalazi u pokrajini Gorenjskoj i statističkoj regiji Gorenjskoj. 

## Stanovništvo
Prema popisu stanovništva iz 2002. godine naselje je imalo 168 stanovnika.